# Claude-Marie Dubufe
Pour les articles homonymes, voir Dubufe.
 (décembre 2016).
Claude Marie Dubufe ou Dubuffe est un peintre français, né le 21 septembre 1790 à Vincennes et mort le 23 avril 1864 à La Celle-Saint-Cloud.
Son fils Édouard Dubufe et son petit-fils Guillaume Dubufe sont également peintres.

## Biographie

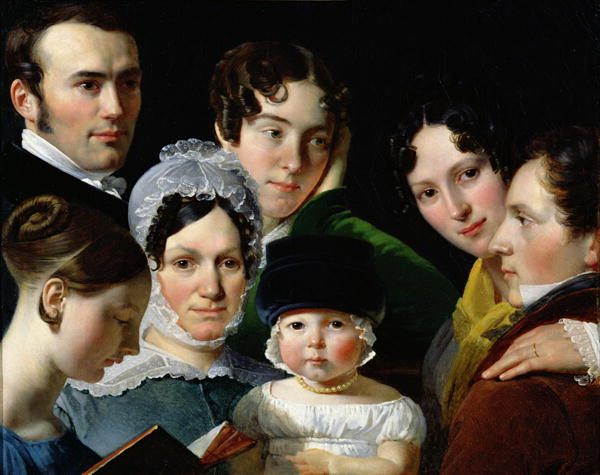
La Famille Dubufe en 1820, Paris, musée du Louvre. Autoportrait de profil à droite.

Claude-Marie-Paul Dubufe (orthographié Dubuffe sur son acte de baptême) est né à la fin du règne de Louis XVI le 21 septembre 1790 à Vincennes près de Paris et il est baptisé le lendemain, 22 septembre 1790, en l'église Notre-Dame-de-la-Pissotte de Vincennes. Il est le fils de Claude Dubufe et de Marie-Geneviève Marot. Sa sœur, Joséphine-Anne, épousera Arnoult-Philibert de Pincepré.
Étudiant brillant, il devient élève consul en 1809. Destiné par son père à embrasser une carrière diplomatique, c'est un amateur de peinture qu'il pratique avec talent, fréquentant l'atelier de Jacques-Louis David depuis 1804 environ, qui voit en lui un véritable artiste et, selon la tradition familiale, persuade le père de ne pas détourner son fils des arts alors que celui-ci était sur le point de partir en Amérique. Son père lui coupa les vivres et il dut jouer le soir du violon dans un orchestre pour payer ses cours de peinture à l'atelier de David.
Il part en Italie en 1811 et est présenté à la famille d'Orléans. Il commence alors une longue et brillante carrière de portraitiste de la noblesse et de la haute bourgeoisie. 
En 1818, il épouse en premières noces Edmée Duménillet (1792-1837) qui lui donnera un unique fils, Édouard (1819-1883), qui deviendra également peintre. Le fils de ce dernier, Guillaume (1853-1909), sera le troisième peintre de la famille.
Dubufe est honoré de deux commandes officielles en 1824, la première pour La Naissance du duc de Bordeaux, et la seconde, pour commémorer Le Passage de la Bidassoa. En 1826, il ouvre un atelier et fonde, avec le baron Taylor et Duzats, une association pour venir à l'aide des artistes.
Il expose au Salon de 1827 deux toiles intitulées Les Souvenirs et Les Regrets qui assoient sa notoriété. Il se fait une spécialité des têtes d'expressions féminines. En 1832, il est à Londres et vend ses deux grandes toiles, Adam et Ève et son pendant Le Paradis perdu, aux frères Brette qui, associés à un producteur de tournées artistiques, les exposent pendant trois ans à travers les États-Unis.
Dubufe est nommé chevalier de la Légion d'honneur par décret du 9 août 1837. Cette même année, son épouse meurt. Le 14 mars 1841, il épouse en secondes noces à Paris Eugénie Cimettière (morte en 1869). De cette union naissent trois fils : Paul (1842-1898), Georges (1847-1848) et René (1850-1876). Il fera de nombreux séjours à l'abbaye de La Lucerne, propriété des Bunel, où il peindra des paysages dans le genre de Jacques-Raymond Brascassat.
Son fils Édouard a gravé son portrait en médaillon en collaboration avec son épouse, la sculptrice Juliette Zimmerman ; un exemplaire en est conservé à Paris au musée d'Orsay.
Claude-Marie Dubufe meurt le 23 avril 1864 dans sa maison de campagne à La Celle-Saint-Cloud et il est inhumé à Paris au cimetière du Père-Lachaise (23e division).

## Œuvres

### Œuvres dans les collections publiques
En France

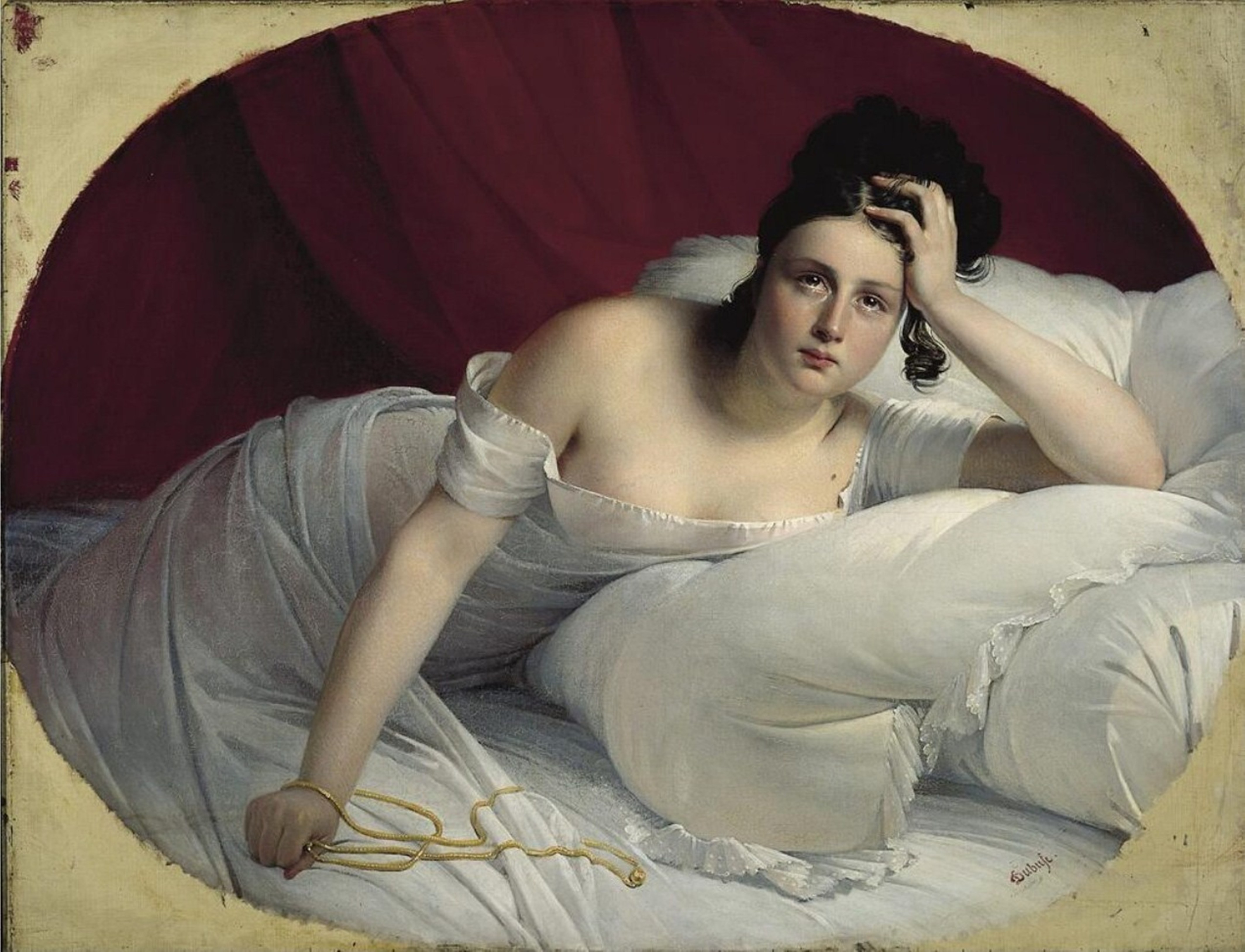
Les Regrets (1826-1827), Pasadena, Norton Simon Museum.

- Beauvais, MUDO, musée de l'Oise : Portrait d'Eugénie Saint-Armand, seconde femme de l'artiste, vers 1841, huile sur toile, 147 × 103 cm.
- Bordeaux, musée des arts décoratifs et du design ; Portrait de Joseph Roubeau, 1834, huile sur toile, 113 × 95 cm.
- Compiègne, château de Compiègne :
  - Marie d'Orléans, reine des Belges, 1836, huile sur toile, 230 × 145 cm. Commande de Louis-Philippe pour le palais des Tuileries ;
  - Portrait de Madame Beurdeley, années 1830, huile sur toile, 130 × 99 cm ;
  - Léopold 1er, roi des Belges, 1836, huile sur toile ;
  - Édouard Dubufe et sa femme, vers 1842, huile sur toile ;
  - Édouard Dubufe et sa femme, 1846, huile sur toile, 130,5 × 98,4 cm ;
  - Jeune Grecque sortant du bain, vers 1850, huile sur toile, 204 × 125,5 cm ;
  - Portrait en pied de Marie-Louise d'Orléans Reine des Belges, 1855, huile sur toile, 230 × 145 cm. En dépôt au château de Versailles.
- Dijon, musée Magnin :
  - Jeune femme en buste baissant les yeux, vers 1825, huile sur toile, 54 × 46,5 cm ;
  - Portrait d'Harriet Smithson (1800-1854), femme d'Hector Berlioz, 1830, huile sur toile, 40,5 × 32,5 cm ;
  - Sultane, 1830, huile sur toile, 73 × 60 cm ;
  - Portrait de femme en manteau de velours, huile sur toile, 71 × 62 cm.
- Grenoble, Musée de Grenoble : Les Petits Savoyards, 1820, huile sur toile, 92 × 73 cm ;
- Lisieux, Musée d'Art et d'Histoire : Portrait de Jules-Alexandre Duval Le Camus enfant, années 1820, huile sur toile, 62 × 44 cm.
- Nantes, musée des beaux-arts :
  - Adam et Ève, 1827, huile sur toile, 307 × 250 cm ;
  - Le Paradis Perdu, 1827, huile sur toile, 307 × 250 cm ;
  - Portrait de la maréchale, duchesse de Feltre, 1850, huile sur toile, 131 × 98 cm ;
  - Portrait de Claude-Marie Morin, 1819, huile sur toile, 112 × 93 cm ;
  - Portrait de Charles Morin, huile sur toile 55 × 45,5 cm.
- Orléans, musée des beaux-arts : La naissance du duc de Bordeaux, Salon de 1824, huile sur toile, 325 x 505 cm[7] .
- Paris :
  - musée du Louvre : 
    - Portrait de Madame Claude Marie Dubufe née Edmée Françoise Dumenillet, 1818, huile sur toile, 77,5 × 55 cm ;
    - La Famille Dubufe, 1820, huile sur toile, 64 × 82 cm. Portraits de Claude Marie, Edmée Françoise son épouse, Édouard enfant, Mme mère Dubufe, jeune fille à la lecture, Arnoult Philibert de Pincepré, Anne Joséphine de Pincepré en buste, Claude Marie en buste de profil, autoportrait ;
    - Femme dans la douleur, 1831, huile sur toile, 66 × 55 cm ;
    - Jeune Alsacienne, 1831, huile sur toile, 102 × 82,5 cm ;
    - Portrait présumé de Hassan, gardien de la girafe offerte à Charles X, 1827, huile sur toile, 55,9 × 46,6 cm[8]. Une copie de même format par l'artiste existe également dans une collection privée.

  - Musée Marmottan-Monet : Portrait de Madame Benard, 1830, huile sur toile.
  - Petit Palais : La Duchesse de Valençais, 1838, huile sur toile.
  - musée des arts décoratifs : Jeune fille au portrait, vers 1840, huile sur toile, 145 × 114 cm.
- Riom, basilique Saint-Amable : Le Christ apaisant la tempête, 1819, huile sur toile.
- Rouen, musée des beaux-arts :
  - La Douleur ou La Lettre de Wagram, 1827, huile sur toile, 65 × 54 cm ;
  - Portrait de Madame Francis Vaussard, née Élisabeth Adélaïde Cavallier, 1837, huile sur toile, 130 × 97 cm ;
  - Portrait de Madame Rampal, comtesse de Grigneusville, vers 1857, huile sur toile, 1 239,5 × 97 cm.
- Versailles, musée de l'Histoire de France : 
  - Anne-Pierre, marquis de Montesquiou-Fezensac, général en chef de l'armée du midi (1738-1798), 1834, huile sur toile, 135 × 100 cm ;
  - Joseph Fouché, duc d'Otrante, 1845, huile sur toile, 131 × 98 cm.

Au Royaume-Uni
- Londres, National Gallery : Portrait d'une jeune femme surprise, 1823, huile sur toile, 54 × 62 cm.

### Œuvres exposées au Salon
- 1819 : Jésus-Christ apaisant une tempête.
- 1827 : Adam et Ève ; Le Paradis perdu.
- 1831 : Jeune Alsacienne.
- 1837 : Marie d'Orléans, reine des Belges.
- 1846 : Édouard Dubufe et sa femme.

Œuvres de Claude-Marie Dubufe
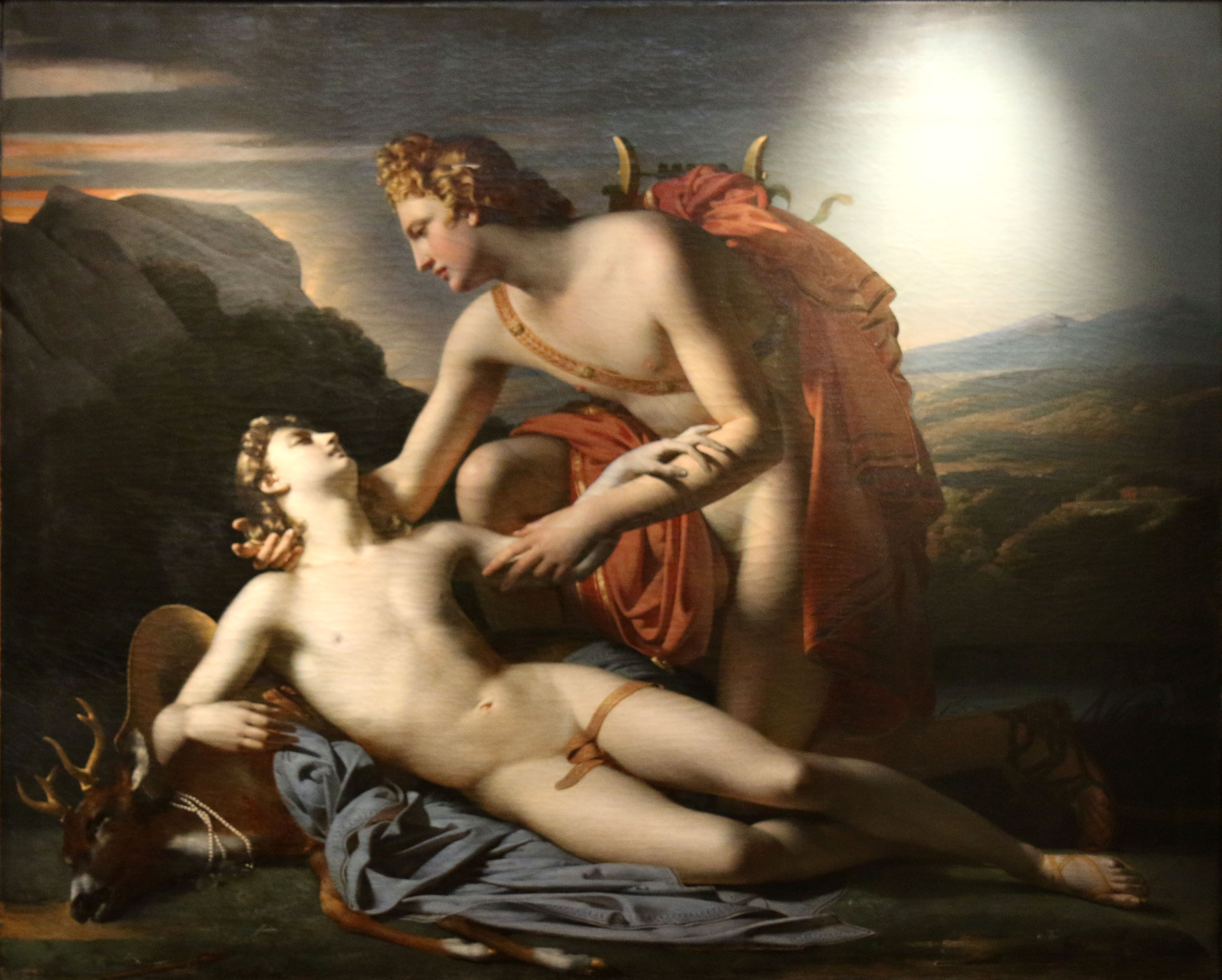
Apollon et Cyparisse (1821), Avignon, musée Calvet.
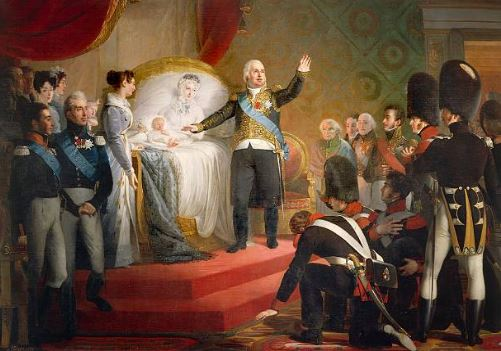
La naissance du duc de Bordeaux le 29 septembre 1820 aux Tuileries à Paris (1824), Château de Chambord, dépôt du Musée des Beaux-Arts d'Orléans.
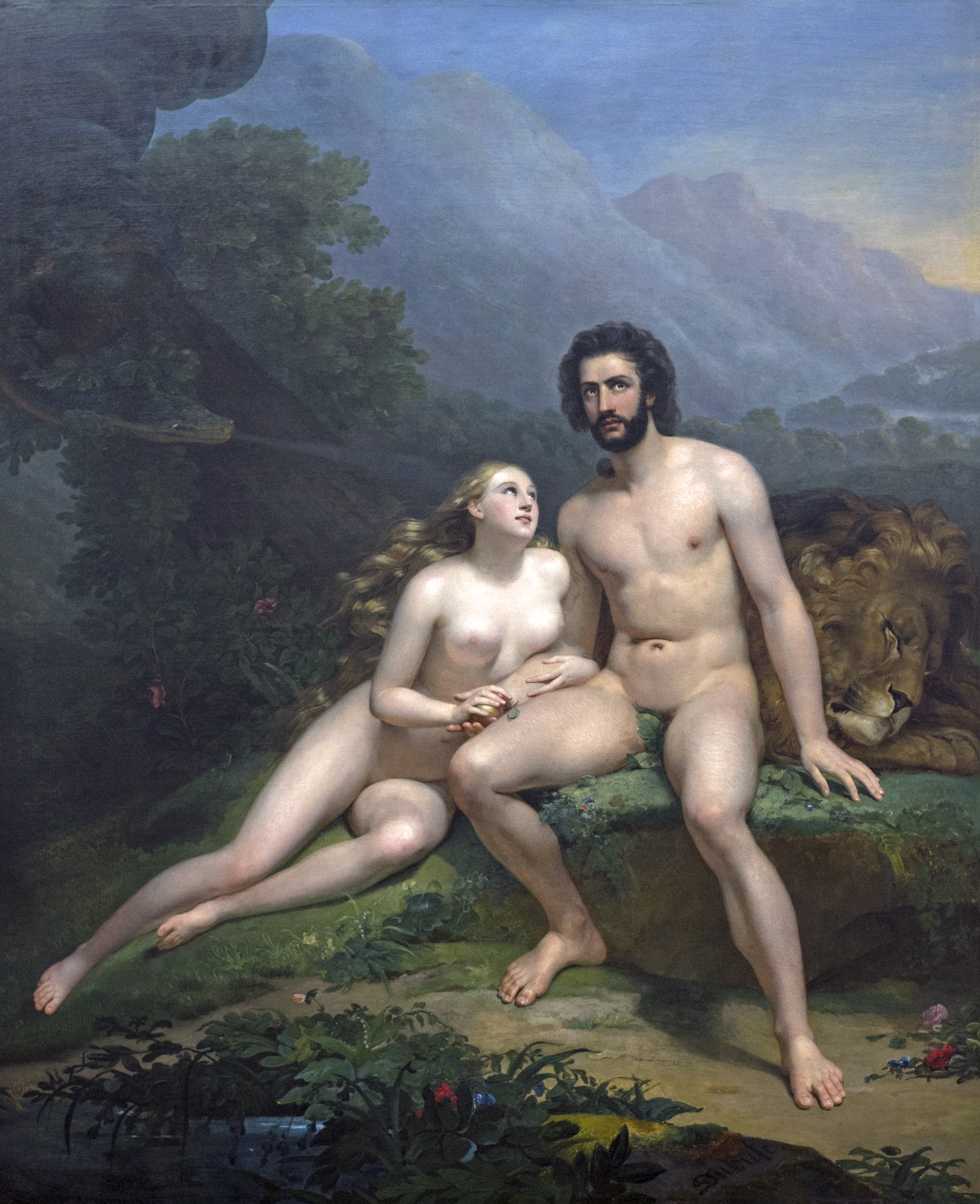
Adam et Ève (1827), musée des beaux-arts de Nantes.
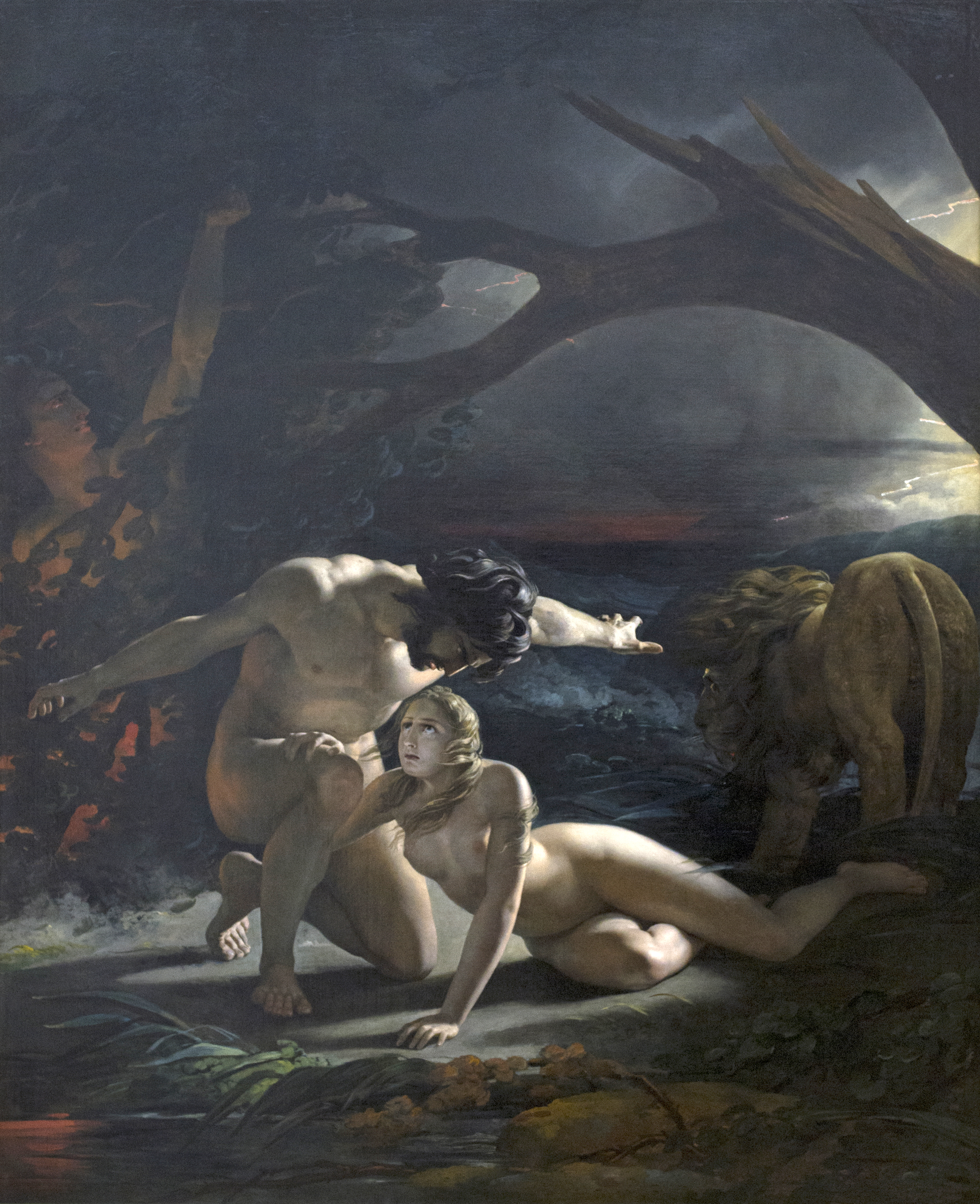
Le Paradis perdu (1827), musée des beaux-arts de Nantes.
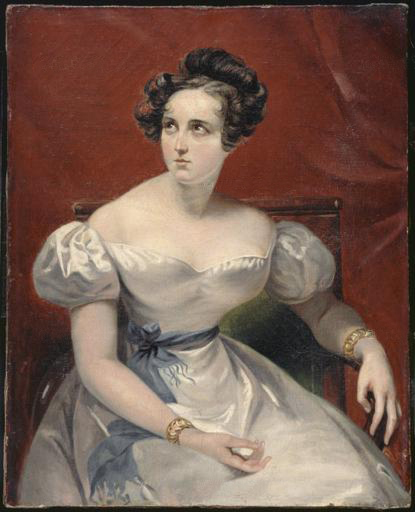
Portrait d'Harriet Smithson (1830), Dijon, musée Magnin.
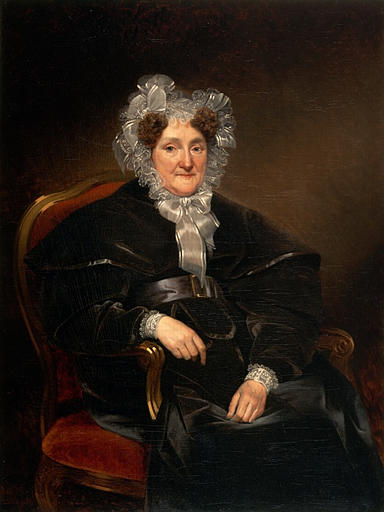
Portrait de la maréchale duchesse de Feltre, musée des beaux-arts de Nantes.

## Expositions
- De mai 1832 à avril 1835 : Adam et Ève et Paradis Perdu furent exposées dans les villes américaines de Boston, New York, Philadelphie, Baltimore, Nouvelle-Orléans et Charleston.
- Exposition universelle de 1889 : exposition centennale de l'Art français, Portrait de Mme Dubufe.
- 1909 :  parc de Bagatelle, rétrospective de portraits de femmes sous les trois Républiques organisée par la Société nationale des beaux-arts, Portrait de Mme Dubufe.
- 1913 : David et ses élèves, Petit Palais : Portrait de Mme Dubufe.
- 1953 : Le Temps des crinolines, Compiègne : Édouard Dubufe et sa femme.
- 1988 : Claude-Marie, Édouard et Guillaume Dubufe : portraits d'un siècle d'élégance parisienne, mairies du 9e et du 16e arrondissement de Paris.
- 2007 : Paris, galerie Talabardon et Gautier, Adam et Ève, Le Paradis Perdu.
- 2018 : Claude-Marie, Édouard et Guillaume Dubufe (1790-1909), la peinture en héritage, du 15 mars au 24 juin au musée des Avelines de Saint Cloud.

### Bibliographie

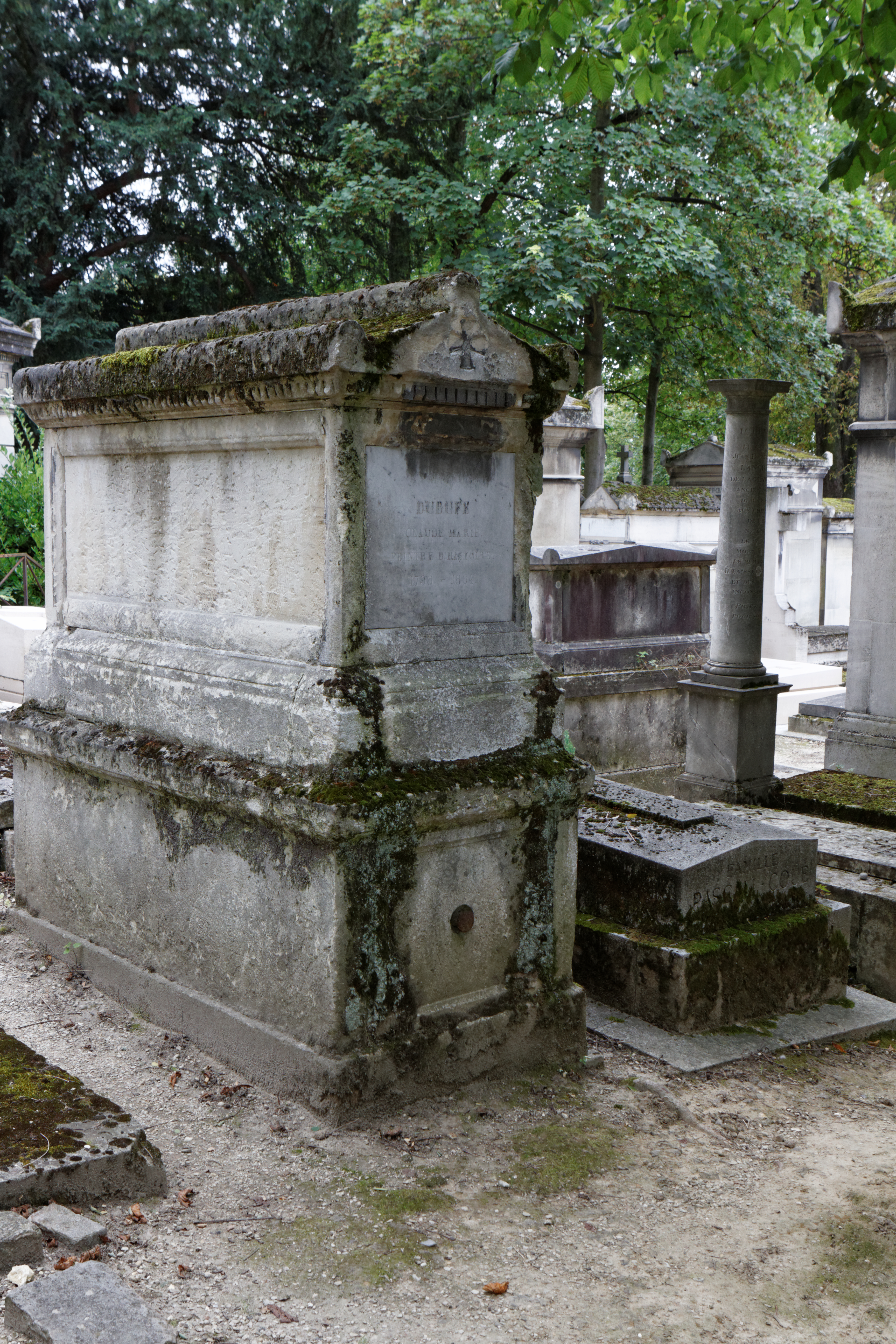
Tombe de Claude Marie Paul Dubufe, Paris, cimetière du Père-Lachaise (division 23).